# Сирия на летних Олимпийских играх 2008
Сирия принимала участие в Летних Олимпийских играх 2008 года в Пекине (Китай) в одиннадцатый раз за свою историю, но не завоевала ни одной медали. Сборная страны состояла из 7 спортсменов (6 мужчин, 1 женщина), которые выступили в соревнованиях по лёгкой атлетике, тяжёлой атлетике, стрельбе, плаванию и триатлону.